# Панди, Мангал
Мангал Панди (хинди मंगल पांडे, Mangal Pandeyо файле; 19 июля 1827, Нагва, Северо-Западные провинции — 8 апреля 1857, Барракпор, Калькутта, Бенгалия) — индийский солдат, который сыграл ключевую роль в событиях, непосредственно предшествующих вспышке Индийского восстания 1857 года. Панди в настоящее время считается героем Индии.

## Ранние годы
Мангал Панди родился 19 июля 1827 года в семье брахмана из касты бхуинхар в Нагве расположенной недалеко от Файзабада на западе современного штата Уттар-Прадеш. В 1849 начал службу в армии Ост-Индской компании, однако его карьерные амбиции конфликтовали с его религиозными чувствами. Служил в 6-й роте 34-го Бенгальского туземного полка, отличался высоким ростом (согласно преданиям, имел 2,7-метровый рост).

## Восстание
В начале 1857 года в полках индийской туземной пехоты начинают распространяться слухи о новых патронах с оболочкой, пропитанной свиным и коровьим жирами. Чтобы зарядить оружие, необходимо было разорвать её зубами, что оскорбляло религиозные чувства мусульман и индуистов (корова была священным животным в индуизме, а свинья — нечистым в исламе). В феврале вспыхнул первый бунт. 29 марта Мангал Панди открыто призвал к восстанию в Барракпуре, гарнизонном городке под Калькуттой и начал стрелять в английских офицеров. Призыв нашёл отклик в среде сипаев и они отказались арестовывать его по приказу генерала. Однако полноценного восстания не вышло, и Панди попытался застрелиться, но только ранил себя. 6 апреля он был приговорён к смертной казни, а 8 апреля повешен.

## Памяти Мангала Панди
Парк «Шахид Мангал Панди Маха Удьян» назван в честь Мангала Панди, на месте где он атаковал британских офицеров и был повешен, на территории округа Северные 24 парганы. В 2005 году режиссёр Кетан Мехта снял художественный фильм «Восстание: Баллада о Мангале Пандее» (The Rising: Ballad of Mangal Pandey) с Аамиром Ханом в роли Мангала Панди. В сериале «Королева Джханси» эпизодическую роль Мангала Панди сыграл Арав Чоудхари.